# 杨左匋
杨左匋（英語：Cy Young，1897年—1964年1月16日），名锡冶，字左匋，美籍華裔動畫師，以其在华特迪士尼公司的贡献著称。
杨左匋的兄弟姐妹包括政治家杨千里(香港导演及作词人易文之父)，建筑师杨锡镠，企业家杨锡仁，以及费孝通之母杨纫兰。在中国期间曾创作《暂停》和《过年》两部动画片。在美第一部作品是1931年作为首席动画师创作的《门德尔松的春之歌》（Mendelssohn's Spring Song），是在纽约学习期间完成的。迪士尼对他的作品印象深刻，将他聘用为新成立的特效部门领导人，与动画师乌戈·道尔西共事。
弗兰克·托马斯与奥莉·约翰斯顿在其著作《迪士尼动画：生活的幻象》中说道：“整个三十年代期间，全特效部只有两个人：乌戈·道尔西，直爽，顽固，专注的意大利人，以及杨左匋...文静而敏感...喜欢闲来无事拉拉低音提琴。”托马斯和约翰斯顿还说：“因为[道尔西和杨]亲自完成了所有细心的工作，他们只需要一位助手居间协调”。这一部门的第一个作品是白雪公主与七个小矮人。杨左匋也完成了小鹿斑比中草地和树木的细致设计。他也在幻想曲和小飞象中有所贡献。
杨左匋在1941年动画师罢工后离开迪士尼并加入空军担任画师，并担负各式各样的任务。他于1964年自杀。